# Frau im besten Mannesalter
Frau im besten Mannesalter ist eine 1958 entstandene deutsche Ehefilmkomödie von Axel von Ambesser mit Johannes Heesters, Marianne Koch und Bernhard Wicki in den Hauptrollen.

## Handlung
Hamburg, Ende der 1950er Jahre: Die ebenso junge wie kapriziöse Verlegergattin Carola Hauff lebt in Saus und Braus; Geld, das ihr deutlich älterer, graumelierter Gatte Bernhard Hauff verdient, scheint für sie keine Rolle zu spielen. Irgendwann wird es dem Verleger-Gatten jedoch zu bunt, und er liest seiner verschwenderischen besseren Hälfte wegen ihres Lebensstils ordentlich die Leviten. Diese reagiert darauf wie ein ungezogenes Mädchen und verlässt wütend Villa und Hansestadt. Nunmehr auf sich gestellt, muss sich die wild zur Scheidung entschlossene Carola nolens volens einen Broterwerb suchen, denn der Hamburger Geldhahn ist erst einmal versiegt. Im luxuriösen Locarno lernt sie den eloquenten amerikanischen Schriftsteller Tex Richards kennen, der sie als seine Chauffeurin einstellt. Bald beginnt die Luft am Lago Maggiore zwischen den beiden heftig zu flirren. Tex vermutet allerdings, dass es noch einen zweiten Mann in Carolas Leben gibt, und da er als Autor auch neugierig zu sein hat, lässt er sich gern auf Carolas Spiel ein, ahnt er doch, dass er daraus eventuell auch Inspiration für einen neuen Roman ziehen könnte.
Derweil hat sich Bernhard daheim in der einsam gewordenen Villa überlegt, ob es wirklich eine kluge Idee war, seine zwar verschwenderische, aber attraktive Frau einfach so in die große, weite Welt ziehen zu lassen. Er reist ihr kurzerhand nach und mietet sich im selben Luxushotel wie Tex und Carola ein, angeblich nur, um mit Tex über das Verlegen von dessen neuestem Buch zu verhandeln. Zu Bernhards Missvergnügen macht Carola den Eindruck, als sei sie an der Seite des in sie verliebten Tex durchaus glücklich und nicht eben gewillt, an Heim und Herd zurückzukehren. Daher greift Hauff auf den ältesten Trick der Welt zurück: Er schnappt sich seine sinnliche Sekretärin Bibi Buchner, Typ blonde „Sexbombe“, und versucht auf Teufel komm raus seine Noch-Ehefrau Carola eifersüchtig zu machen. Nun spielen beide Paare ihre Spielchen, bis Carola und Bernhard final erkennen, dass sie sich noch immer lieben und eigentlich zusammengehören. Tex Richards findet derweil in Fräulein Buchner eine junge Dame, die nur allzu gern in seine Dienste tritt.

## Produktionsnotizen
Frau im besten Mannesalter entstand in den Real-Film-Studios in Hamburg-Wandsbek (Tonndorf) sowie im schweizerischen Locarno  (Außenaufnahmen). Die Uraufführung erfolgte am 29. Januar 1959 im Münchner Luitpold-Kino.
Gyula Trebitsch übernahm die Herstellungsleitung, Werner Ludwig war Produktionsleiter. Max Seefelder und F.-Dieter Bartels zeichneten für die Filmbauten verantwortlich, Erna Sander entwarf die Kostüme. Werner Schlagge sorgte für den Ton, Werner Pohl für den Ton bei den Musikaufnahmen.
Einen Cameo-Auftritt als Autofahrer hat Ivan Desny, der Marianne Koch beim Reifenwechsel behilflich ist. Marianne Koch fragt ihn anschließend: „Sagen Sie, habe ich Sie nicht schon wo gesehen?“ Daraufhin antwortet Desny : „Nein, nein, ich weiß wen Sie meinen. Aber dem sehe ich nur ähnlich.“

## Kritik
Im Lexikon des Internationalen Films ist zu lesen: „Hausbackener Versuch einer deutschen Filmkomödie, nett gespielt von Koch und Heesters.“